# سارا اولسون
سارا اولسون هي دراجة سويدية، ولدت في 6 مارس 1990 في السويد.

## وصلات خارجية
- سارا اولسون على موقع الاتحاد الدولي للدراجات (الإنجليزية)
- سارا اولسون على موقع أرشيف الدراجات (الإنجليزية)
- سارا اولسون على موقع إحصائيات الدراجات الإحترافية (الإنجليزية)
- سارا اولسون على موقع نسبة الدراجات (الإنجليزية)